# Шабти фигурине
Шабти фигуре (такође и ушабти и шавабти) су староегипатски заветни симболи који су остављани у гробницама. У употреби су од периода Средњег царства (око 1900. године п. н. е.) до доба Птолемеја.
Имале су их и жене, а код раних примерака су жене препознатљиве. У Средњем царству, долази до стандардизације. Пол власника се може може идентификовати само по називу и то по имену и придевима који су у женском роду.
У Новом царству се понекада препознају по наушницама, фризури, али ове разлике у детаљима нису увек присутне.
Шабти фигуре су се правиле по наруџбини. Најчешћи материјал од кога су се правиле био је кречњак или дрво.
Током 18 династије, још увек је релативно мали број ушабти фигурина.
Тип је индивидуализиран, и долази до феминизирања.
Крајем доба Рамезида, повећао се број шабти фигурина у гробницама, а индивидуализирање се потискује.
Од 3 међупериода, почиње масовна производња ушабти фигурина. Врхунац квалитета постиже се у 26. династији, када од материјала од којих се израђују доминира фајанс.